# 砂漠の聖ヒエロニムス (ベッリーニ、ワシントン)
『砂漠の聖ヒエロニムス』（さばくのせいヒエロニムス、伊:San Girolamo leggente nel deserto）は、現在、ワシントンのナショナル・ギャラリーにある、ジョヴァンニ・ベッリーニが1505年ごろに制作した油彩画である。左手前の岩にある署名はほとんど消えかかっているが、修復中に本物であることが確認されており、「[Johannes Bellinu] s.1505」として判読できる。この制作年は問題を提起する。というのは、作品の一般的な様式は1490年以前の絵画の流行と関連している一方、ベッリーニの人物と風景の様式は1500年までにジョルジョーネの影響を受け始めて、背景はより融合され、雰囲気的に統一されているからである。本作の構図は、1480年ごろの『砂漠の聖ヒエロニムス』などベッリーニのより初期の作品と類似している。ワシントンの作品は共同制作になる作品なのかもしれない。すなわち、ベッリーニの工房で弟子が完成させた作品か、未完成のまま残されたものをベッリーニ自身がずっと後に完成させた作品であったのかもしれない。
聖ヒエロニムスは、砂漠で読書しているところが描かれている。聖人は隠者として、そしてウルガタ版聖書の制作者として言及される。トカゲ、リス、野ウサギが岩の間に現れ、遠景には廃墟のローマの橋と一連のアーチ、そして城壁に囲まれた町がある。中央の背景には、海上の島か半島にある別の都市が描かれている。イチジクの木、裸の木、砕けた岩はすべて神学的な象徴となっている。遺跡の左上部分と、背景のより硬い描写の部分は、おそらくベッリーニの工房によって再作された。